# Occidentarius platypogon
El bagre cominate (Occidentarius platypogon) es una especie de pez actinopeterigio marino, la única del género monotípico Occidentarius de la familia de los aríidos.
Es consumido fresco o salado, pero raramente comercializado fuera de los mercados de las localidades pesqueras, donde son atrapados con redes.

## Morfología
Se ha descrito una captura de 50 cm, aunque la talla máxima normalmente es de unos 25 cm. Esta especie se distingue de otros bagres por los siguientes caracteres: cavidades anteriores de los etmoides laterales (donde se aloja el bulbo olfatorio) muy desarrolladas, excrescencia ósea del proceso posterolateral de los etmoides laterales prominentes, cerrando completamente la fenestilla lateral; occipital con una cresta ósea laminar que bordea el agujero anterior del túnel aórtico.

## Distribución y hábitat
Se distribuye por la costa del este del océano Pacífico, desde México al norte, hasta Perú al sur. Vive en un hábitat marino tropical, a veces en aguas salobres, de comportamiento demersal, que prefiere un rango de profundidades entre los 6 m y 107 m, aunque la profundidad usualmente está entre la superficie y los 60 m, siendo una especie abundante en la plataforma continental, Habitan sustratos arenosos en aguas costeras.